# Южный мост (Кёльн)
Южный мост (нем. Südbrücke) — стальной железнодорожный мост через реку Рейн, расположенный в крупнейшем городе федеральной земли Северный Рейн-Вестфалия — Кёльне (Германия). Южный мост используется главным образом для движения грузовых составов, однако, в 1999—2001 годах во время реконструкции вокзала Кёльн–Мессе/Дойц по мосту осуществляли движения и поезда ICE.
Мост находится под охраной государства как памятник истории и архитектуры.
Выше по течению находится Мост Роденкирхен, ниже — Мост Святого Северина.

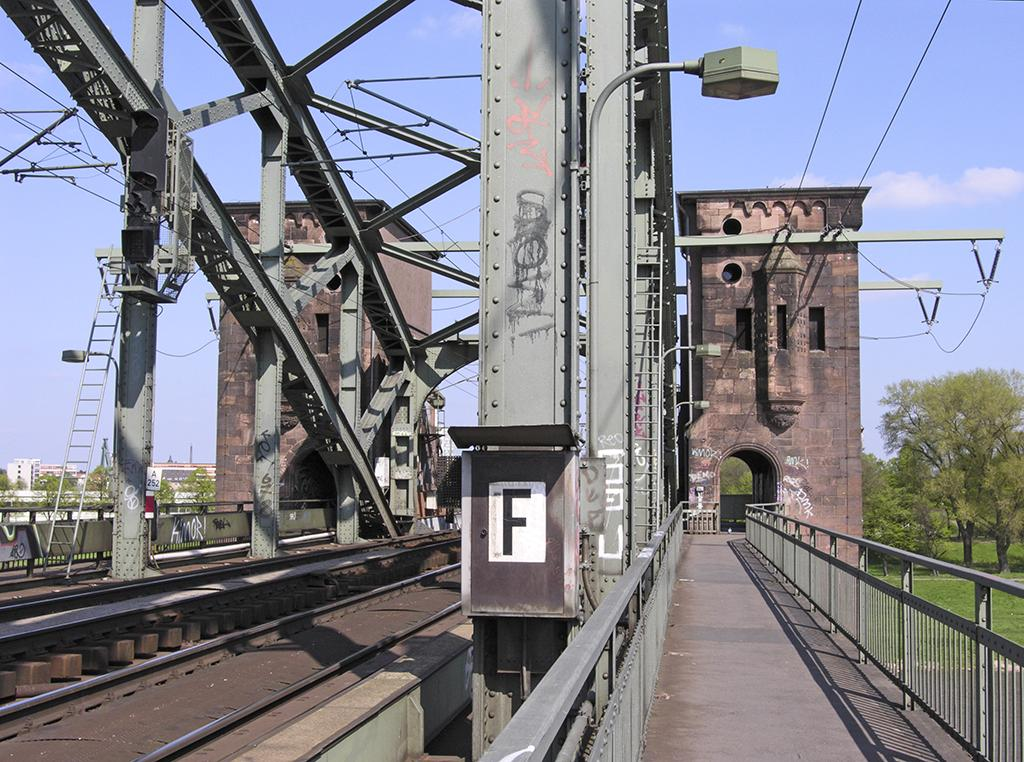
Неороманские башни на правом берегу Рейна

## История
Строительство Южного моста было начато 8 ноября 1906 года, а движение по мосту было открыто 5 апреля 1910 года. Затраты на строительство составили 5,5 млн. марок. Въезд на мост был украшен неороманскими башнями, возведенными по проекту архитектора Франца Швехтена, который проектировал подобные башни и для моста Гогенцоллернов. Мост был открыт без обычной в таких случаях торжественной церемонии. Это было обусловлено трауром по восьми рабочим, погибшим в результате аварии во время строительства.
6 января 1945 года во время одной из 262 бомбардировок Кёльна британской авиацией Южный мост был разрушен. Сразу после окончания второй мировой войны начались работы по восстановлению моста и уже в мае 1946 года движение по мосту было восстановлено, правда, только по одной колее. Полностью мост после реконструкции был открыт 1 октября 1950 года, при этом затраты на восстановление составили 10 млн марок.
В декабре 2009 года начались работы по ремонту и модернизации Южного моста. На эти работы было выделено 5,1 млн евро. Работы были завершены в октябре 2012 года.

## Конструкция
- Полотно моста — сталь
- Общая длина — 536 м
- Длина силовых арок — 368 м
- Схема пролётов — 102,0 м — 165,0 м — 102,0 м — 3×56,0 м
- Количество железнодорожных колей — 2
- Ширина железнодорожной части моста — 10,34 м
- Общая ширина моста — 14,69 м